# 倪安寧
倪安寧（1954年1月21日—2001年6月7日），美國加州人，引進聽覺口語法幫助臺灣聽障兒進行早療，並創立雅文兒童聽語文教基金會。

## 生平
倪安寧出生於美國加州河濱縣，1977年來臺灣從事貿易工作，1983年嫁給鄭欽明，該年丈夫成立生產嬰兒汽車安全椅的明門實業。
1991年10月10日，倪安寧生下二女兒鄭雅文，但十一月後，經臺北榮民總醫院檢查女兒極重度聽障。當時臺灣還沒有全面實施新生兒聽力篩檢，導致女兒錯過零到六個月的聽損黃金治療期，到兩歲半才便遠赴澳洲裝設電子耳。輕到重度聽力受損的嬰兒，若能在六個月大前診斷治療，到三歲時語言發展可以和同年齡正常兒童相當，但延到六個月以後才診斷出，未來語言和學習都會明顯遲緩。倪安寧為了女兒讓從聽見聲音到開口說話，她聘請加拿大口語訓練專家茱蒂辛賽，來臺灣教導聽覺口語法（Auditory-verbal therapy），才使得女兒手術後三個月後能說話。但因錯過黃金治療期，所以日後對於中文音調無法辨識。
1997年初，倪安寧為幫助同樣有聽障兒的家庭，出資一千萬成立雅文兒童聽語文教基金會，提供聽障兒家庭醫療、經濟或生活上的補助。此基金會是亞洲第一個以推廣聽覺口語法為宗旨的基金會。他們將此方式譯為中文，並依中文語音和特性適當調整，來教導家長如何將聽覺口語技巧融入孩子日常生活互動中，進而在有意義情境下發展聽能和口語，讓聽障兒回歸普通學校。 基金會在1997年中開始運作，同年10月又在高雄設立分會，起初訓練十六名老師分駐南北提供聽覺口語法訓練，一年來，已有兩百多名聽障兒童受惠。倪安寧對台灣聽障兒的貢獻，曾讓前總統李登輝登門造訪向她致意。
1999年9月，倪安寧意外發現自己左乳有明顯硬塊，經醫師檢驗宣布為乳癌末期，開始去和信醫院接受化療。2000年8月19日，她以癌友身分與丈夫捐贈兩部子宮頸抹片車。2001年6月7日，她因乳癌併發心肺衰竭病逝於台北榮民醫院，享年四十七歲。

## 身後
作家謝其濬在臺灣四處採訪基金會幫助過的聽損孩童及其家庭，將他們故事寫成《愛，使生命動聽》，由天下文化於2002年出版。
女兒鄭雅文在2015年成為臺灣電視節目的主持人。
雅文兒童聽語文教基金會成立二十三年來，至2019年已受惠四千多名臺灣聽損兒。